# Philipp Christoph Zeller
Philipp Christoph Zeller (Steinheim an der Murr, 8 de abril de 1808 – Estetino, 27 de  março de 1883) foi um entomólogo alemão.

## Biografia
A sua família instala-se, depois do seu nascimento, em Frankfurt (Oder). Faz os seus estudos no Instituto de ensino médio da cidade, mas nele não se ensinava história  natural. Descobre a entomologia por si próprio, ajudado por Alois Metzner, principalmente copiando obras sobre insectos já publicadas.
Depois dos seus estudos na Universidade de Berlim, ensina numa escola primária de Glogau em 1835 e depois no Instituto de ensino médio de Frankfurt. Seus primeiros estudos entomológicos sobre coleópteros e dípteros valeram-lhe a admiração de Johann Wilhelm Meigen (1764-1845). Em 1852, o rei da Prússia atrinui-lhe o título de professor. Pouco tempo depois, volta à Grã-Bretanha acompanhado por seu amigo Carl August Dohrn (1806-1892). Visita os seus correspondentes, tais como Henry Tibbats Stainton (1822-1892), John William Douglas (1814-1905) e Henry Doubleday (1809-1875).
Contribui para a clarificação da clasificação das borboletas, em particular, graças à sua obra de 13 volumes intitulada The Natural History of the Tineinae (1855-1873) com os britânicos H.T. Stainton e J.W. Douglas (1814-1905) e o suíço Heinrich Frey (1822-1890). A obra foi publicada em inglês, em francês, em alemão e em latim. Colabora também em a North American MicroLepidópteros (1872,1873 e 1875), Lepidópteros DER Westküste Amerikas (1874). Contribuiu com numerosas notas suas em Isis, Linnæa Entomologica e Stettiner Entomologische Zeintung.
A sua colecção, adquirida por Lord Thomas de Grey Walsingham (1843-1919), está exposta no Museu de História Natural de Londres.

## Lista parcial das suas publicações
- Kritische Bestimmung der in Reaumurs Memoiren vorkommenden Lepidopteren (Isis, 1838)
- Versuch einer naturgemäßen Eintheilung der Schaben, Tinea (Isis, 1839)
- Kritische Bestimmung der in de Geers Memoiren enthaltenen Schmetterlinge (Isis, 1839)
- Monographie des Genus Hyponomeuta (Isis, 1844)
- Anmerkungen zu Lienigs Lepidopterologischer Fauna von Livland und Curland (Isis, 1846)
- Die Arten der Blattminiergattung Lithocolletis beschrieben (Linnaea, 1846)
- Bemerkungen über die auf einer Reise nach Italien und Sicilien gesammelten Schmetterlingsarten (Isis, 1847)
- Exotische Phyciden (Isis, 1848)
- Beitrag zur Kenntnis der Coleophoren (Isis, 1849)
- Revision der Pterophoriden (Isis, 1852)
- Lepidoptera microptera quae J. A. Wahlberg in caffrorum terra legit (Stockholm, 1852)
- Die Arten der Gattung Butalis beschrieben (Linnaea, 1855)
- mit Henry Tibbats Stainton, Heinrich Frey und John William Douglas The Natural History of the Tineina, 13 Bände, 1855
- Beiträge zur Kenntnis der nordamerikanischen Nachtfalter (3 Teile, Verh. zool. bot. Gesellsch. Wien, 1872–1873)
- Beiträge zur Lepidopterenfauna der Ober-Albula in Graubünden (Verh. zool. bot. Gesellsch. Wien., 1877)
- Exotische Lepidopteren (Horae soc. ent. Rossica, 1877)